# 一意性 (数学)
一意性（いちいせい、英語: uniqueness）とは数学分野において、注目している数学的対象が「存在するならばただ一つだけである」或いは「ただ一つだけ存在している（つまり「存在して、かつ、存在するならばただ一つだけである」の意）」という性質である。
これら二つの主張は論理的な意味が異なるが、文脈によってどちらの意味かは異なる。
たとえば群論における「逆元の一意性」は前者の意味で証明されるし、整数論における「素因数分解の一意性」は後者が成り立つことを主張している。
また、一意的に存在することを記号「∃!」、もしくは「∃=1」のように書くことができ、たとえば 　
{\displaystyle \exists !n\in \mathbb {N} \,(n-2=4)}　
は、「{\displaystyle n-2=4} を満たすような自然数 {\displaystyle n} がただ一つ存在する」という意味の論理式となる。

## 一意性の証明
ある対象が一意性を満たすかどうかを証明する方法は、始めに目的の条件を持つ対象が存在することを証明し、次にそのような対象がもう一つあり（例: {\displaystyle a} と {\displaystyle b}）、それらが互いに等しいこと（すなわち {\displaystyle a=b}）を示すことで得られる。
例えば、方程式: {\displaystyle x+2=5} 満たす解が1つであることを示すには、まず少なくとも1つの解、すなわち {\displaystyle x} を満たす解 {\displaystyle 3} が存在することを証明しなければならない。この証明は、単に下記の方程式が成り立つことを確認すればよい:
{\displaystyle 3+2=5}。
解が一意性であることを示すために、{\displaystyle x+2=5} を満たす解が、{\displaystyle a} と {\displaystyle b} の2つ存在することを仮定して解く。 このとき、
{\displaystyle a+2=5} かつ {\displaystyle b+2=5}。
両方の方程式から等号の推移律により、
{\displaystyle a+2=b+2}。
両辺から 2 を引くと、
{\displaystyle a=b}。
となり、{\displaystyle x+2=5} を満たす解が 3 の一意に決まることが証明できた。
一般に、ある条件を満たす対象がただ一つ存在すると示すためには、存在性（少なくとも1つの対象が存在すること）と一意性（多くても1つの対象が存在すること）の両方を証明しなければならない。
一意性を証明する他の証明方法として、条件を満たす対象 {\displaystyle a} が存在することを証明して、その条件を満たすすべての対象が {\displaystyle a} と等しいことを証明する方法がある。

## 述語論理
述語（性質） P を満たす議論領域の対象 x がただ一つ存在するという命題を ∃!x P(x) と書く。これは述語論理の連言 ∧ ・含意 → ・存在記号 ∃ ・全称記号 ∀ などを用いて書かれる
{\displaystyle \exists x\,[P(x)\land \forall y\,[P(y)\rightarrow x=y]]}
という命題を指す。同値な別の表現（あるいは定義）としては、存在性と一意性を分離した
{\displaystyle \exists x\,P(x)\land \forall y\forall z\,[[P(y)\land P(z)]\rightarrow y=z]}
や短さに重きをおいた
{\displaystyle \exists x\,\forall y\,[P(y)\leftrightarrow x=y]}
などがある。